# Liste der Naturdenkmale in Verl
Die Liste der Naturdenkmale in Verl nennt die im Gebiet der Stadt Verl im Kreis Gütersloh in Nordrhein-Westfalen ausgewiesenen Naturdenkmale.

## Naturdenkmale
| Bild | Nr.   | Bezeichnung | Lage                                                                       | Position                    | Beschreibung |
| ---- | ----- | ----------- | -------------------------------------------------------------------------- | --------------------------- | ------------ |
|      | B8    | Linde       | Sende, Sender Straße 348                                                   | 51° 54′ 15″ N, 8° 33′ 5″ O  |              |
|      | 2.3.4 | Findling    | Liemke, an der Hofzufahrt zum Hof Dresselhaus                              | 51° 52′ 53″ N, 8° 35′ 11″ O |              |
|      | 2.3.5 | 4 Findlinge | Liemke, am Waldrand ca. 110 m östlich des Hofes Dresselhaus                | 51° 52′ 55″ N, 8° 35′ 18″ O |              |
|      | 2.3.6 | Stieleiche  | Liemke, ca. 150 m westlich der Oststraße und ca. 240 m südlich Kösterknapp | 51° 52′ 12″ N, 8° 35′ 3″ O  |              |